# Cheilanthes deboeri
Cheilanthes deboeri är en kantbräkenväxtart som beskrevs av Bernard Verdcourt. Cheilanthes deboeri ingår i släktet Cheilanthes och familjen Pteridaceae. Inga underarter finns listade.